# Filmfestival van San Sebastián 2020
Het 68ste Filmfestival van San Sebastián is een internationaal filmfestival dat plaatsvond in San Sebastián, Spanje van 18 tot en met 26 september 2020. De film Rifkin's Festival, geregisseerd door Woody Allen, werd geselecteerd als openingsfilm. 

## Jury
De internationale jury:
| Naam                             | Beroep                                        | Land   |
| -------------------------------- | --------------------------------------------- | ------ |
| Luca Guadagnino (juryvoorzitter) | Filmregisseur, scenarioschrijver en producent | Italië |
| Marisa Fernández Armenteros      | Producent                                     | Spanje |
| Michel Franco                    | Filmregisseur en producent                    | Mexico |
| Lena Mossum                      | Kostuumontwerper                              | Zweden |

## Officiële selectie

### Binnen de competitie
De volgende films werden geselecteerd voor de internationale competitie. De gearceerde film betreft de winnaar van de Gouden Schelp.
| Film                     | Regisseur              | Land |
| ------------------------ | ---------------------- | --- |
| Akelarre                 | Pablo Agüero           | Vlag van Spanje · Vlag van Frankrijk · Vlag van Argentinië                                                          |
| Asa ga Kuru              | Naomi Kawase           | Vlag van Japan |
| Au Crépuscule (Dusk)     | Sharunas Bartas        | Vlag van Litouwen · Vlag van Frankrijk · Vlag van Tsjechië · Vlag van Servië · Vlag van Portugal · Vlag van Letland |
| Dasatskisi (Beginning)   | Dea Kulumbegashvili    | Vlag van Frankrijk · Vlag van Georgië                                                                               |
| Courtroom 3H             | Antonio Méndez Esparza | Vlag van Spanje · Vlag van Verenigde Staten                                                                         |
| Crock of Gold            | Julien Temple          | Vlag van Verenigd Koninkrijk                                                                                        |
| Druk                     | Thomas Vinterberg      | Vlag van Denemarken                                                                                                 |
| Été 85                   | François Ozon          | Vlag van Frankrijk                                                                                                  |
| Nakuko wa ineega         | Takuma Sato            | Vlag van Japan |
| Nosotros Nunca Moriremos | Eduardo Crespo         | Vlag van Argentinië                                                                                                 |
| Passion simple           | Danielle Arbid         | Vlag van Frankrijk · Vlag van België                                                                                |
| Supernova                | Harry Macqueen         | Vlag van Verenigd Koninkrijk                                                                                        |

### Buiten de competitie
| Film              | Regisseur         | Land                                                          |
| ----------------- | ----------------- | ------------------------------------------------------------- |
| Antidisturbios    | Rodrigo Sorogoyen | Vlag van Spanje                                               |
| El Gran Fellove   | Matt Dillon       | Vlag van Mexico · Vlag van Cuba · Vlag van Verenigde Staten   |
| Patria            | Aitor Gabilondo   | Vlag van Spanje                                               |
| Rifkin's Festival | Woody Allen       | Vlag van Verenigde Staten · Vlag van Spanje · Vlag van Italië |

## Prijzen
Binnen de competitie:
- Gouden Schelp voor beste film: Beginning van Dea Kulumbegashvili
- Speciale Juryprijs: Crock of Gold van Julien Temple
- Zilveren Schelp voor beste regisseur: Dea Kulumbegashvili voor Beginning
- Zilveren Schelp voor beste acteur: Mads Mikkelsen, Thomas Bo Larsen, Lars Ranthe, Magnus Millang voor Druk
- Zilveren Schelp voor beste actrice: Ia Sukhitashvili voor Beginning
- Juryprijs voor beste camerawerk: Yuta Tsukinaga voor Nakuko wa ineega
- Juryprijs voor beste scenario: Dea Kulumbegashvili voor Beginning

Overige prijzen (selectie)
- Beste nieuwe regisseur: Isabel Lamberti voor La última primavera
- Premio Sebastiane: Falling van Viggo Mortensen